# Cal Franquesa
Cal Franquesa és un edifici modernista del municipi d'Igualada (Anoia) protegit com a bé cultural d'interès local.

## Descripció
És un edifici d'habitació i comercial, que ocupa tot el xamfrà Custiol-Roser. Compost de planta baixa comercial i tres pisos. L'element més significatiu és la torre circular, col·locada en el mateix xamfrà, que sobresurt de la resta de l'edifici. La resta de la façana amb balcons alternats, balcó volat-balcó d'ampit, que sense ritme cobreixen tota la façana. Aquests amb unes llindes de forma ondulada. Cornisa trencada amb elements decoratius. La decoració és amb ceràmica de reflexos metàl·lics, col·locada en els brancals i els llindes de les obertures i esgrafiats al capdamunt de la torre. L'entrada té un rostre pintat, de tipus floral i esgrafiats a la paret.
El propietari i promotor de l'obra fou en Bonaventura Maria Prats. L'obra fou de l'arquitecte Isidre Gili i Moncunill, durant l'any 1905.